# Ioana Nemțanu
Pour les articles homonymes, voir Nemtanu.
Ioana Nemțanu est une joueuse de volley-ball roumaine née le 1er janvier 1989 à Ploiești. Elle mesure 1,81 m et joue au poste de réceptionneuse-attaquante. 

## Clubs
| Club                   | De        | À         |
| ---------------------- | --------- | --------- |
| FTSV Straubing         | 1995-1996 | 2004-2005 |
| TV Fischbek Hamburg    | 2005-2006 | 2008-2007 |
| Rote Raben Vilsbiburg  | 2007-2008 | 2009-2010 |
| Tomis Constanța        | 2010-2011 | 2010-2011 |
| Spes Volley Conegliano | 2011-2012 | 2011-2012 |
| CSU Târgu Mureș        | 2013-2013 | 2013-2013 |
| Volley Köniz           | 2013-2014 | 2013-2014 |
| CS Volei Alba-Blaj     | 2014-2015 | …         |

## Palmarès
- Championnat d'Allemagne
  - Vainqueur : 2008, 2010.
- Coupe d'Allemagne
  - Vainqueur : 2009.
- Championnat de Roumanie
  - Vainqueur : 2011, 2015, 2016.
- Coupe de Roumanie
  - Vainqueur : 2011.
- Championnat de Suisse
  - Finaliste : 2014.